# Anastasia Huppmann
Anastasia Huppmann (tên tiếng Nga: Анастасия Хуппманн, phiên âm tiếng Việt: /a-nas-ta-xia khup-man/, tiếng Anh: /ænəˈsteɪʒə hʌpmæn/) là một nghệ sĩ dương cầm người Áo gốc Nga, thường được nhắc đến nhờ những biểu diễn thành công các nhạc phẩm độc tấu dương cầm của Frédéric Chopin, Franz Liszt, Joseph Haydn, Claude Debussy, Ludwig van Beethoven, cùng các tác phẩm hòa tấu dương cầm của Sergei Prokofiev. Năm 2017, Anastasia đã có hơn 14.000 người đăng ký trên YouTube và hơn 8.000 người trên Twitter; còn số lượt người theo dõi vượt quá nửa triệu. Ngoài Nga và Áo, Anastasia đã lưu diễn ở nhiều quốc gia như ở Ukraina, Pháp, Ba Lan, Tây Ban Nha, Ý cùng với hợp tác hiệu quả của nhiều dàn nhạc giao hưởng hiện đại ở các quốc gia khác nhau.

## Tiểu sử
Anastasia Huppmann sinh ngày 16 tháng 11 năm 1988 tại Tver (thời Liên Xô gọi là thành phố Калинин), phía Bắc thủ đô Môscơva của Nga. Người cha là nhạc sĩ, còn người mẹ là nhà thiết kế.
Anastasia bắt đầu chơi dương cầm từ nhỏ, lên tám tuổi đã được xếp thứ ba trong cuộc thi dương cầm của trường Âm nhạc Norilsk. Cô đã được nhận vào chương trình dành cho trẻ em năng khiếu tại Đại học Smolensk và sau đó theo học Đại học Nghệ thuật tại Saratov. Trong số những người hướng dẫn cô học tập, có các nghệ sĩ nổi tiếng là Lev Naumov, Lev Shugom và Krassimira Jordan.
Sau đó, Anastasia tiếp tục con đường học tập âm nhạc ở Đức, đã tham gia các lớp học độc tấu dương cầm của Giáo sư Karl-Heinz Kämmerling. Anastasia đã nhập quốc tịch Áo.

## Sự nghiệp

### Biểu diễn
- Nữ nghệ sĩ đã có nhiều buổi biểu diễn độc tấu hoặc hòa tấu dương cầm ở nhiều nước trên thế giới, như: Nga, Áo, Ukraina, Nga,  Pháp, Ba Lan, Tây Ban Nha, Ý. Trong các cuộc biểu diễn này, Huppmann đã hợp tác biểu diễn với các dàn nhạc giao hưởng hiện đại lớn, tại những phòng hòa nhạc lớn của châu Âu và châu Á.
- Nhiều cuộc biểu diễn của cô trên YouTube,[3] hoặc trên kênh cá nhân được hàng triệu người theo dõi.[4]
- Cho đến nay, nữ nghệ sĩ đã biểu diễn nhiều buổi độc tấu dương cầm các tác phẩm nhạc cổ điển cũng như hoà tấu với dàn nhạc tại Mỹ, Trung Quốc, Nhật Bản, Áo, Đức, Pháp, Ukraine, Nga, Ba Lan, Tây Ban Nha, Ý và một số nước khác.[8]

### Đĩa nhạc đã xuất bản
- 2014: Travel through three centuries (cuộc du ngoạn 300 năm).[9]
- 2016: Chopin và Liszt (Hãng Gramola của Áo).[10]

## Giải thưởng
Nghệ sĩ đã được nhiều giải thưởng lớn gồm:
- 2005: Giải nhất tại "XXI Century competition" (Cuộc thi dương cầm thế kỷ XXI) ở Kiep, Ukraina).[7]
- 2009: Giải nhất tại "Professor Dichler competition" (Cuộc thi tưởng niệm giáo sư tiến sĩ Josef Dichler) ở Viên, Áo.[7]
- 2009: Giải đặc biệt Bluethner trong khuôn khổ cuộc thi mang tên Erika Chary (nhạc sĩ và nhà giáo dục âm nhạc học nổi tiếng của Áo).[7]
- 2009: Giải Ba tại "Osaka International Piano Competition" (Cuộc thi dương cầm Quốc tế Osaka) ở Nhật Bản - năm đó không có giải nhất.
- 2011: Giải nhất tại "XI International Concorso Pianistico Vietri sul Mare" (Hòa tấu dương cầm Quốc tế Vietri sul Mare lần thứ XI ở Ý.
- 2011: Giải Nhất tại "Premio di Esecuzione Pianistica IXth International Antonio Napolitano" (biểu diễn dương cầm quốc tế Antonio Napolitano lần thứ IX) ở  thành phố Salerno, Ý.
- 2012: Giải Nhất tại "International Piano Competition 14th Grand Prix International" (Cuộc thi dương cầm Giải thưởng lớn quốc tế lần thứ 14), cho các tài năng trẻ ở Pháp.